# Saison 2017 du Championship (rugby à XIII)
Navigation
Édition précédente Édition suivante
La Saison 2017 du Championship (connu pour des raisons de partenariats comme la Kingstone Press Championship) se joue entre douze équipes.

## Résultats

### Classement de la phase régulière
| Rang | Franchise               | J  | V  | N | D  | Pm  | Pe  | Diff | Pts |
| ---- | ----------------------- | -- | -- | - | -- | --- | --- | ---- | --- |
| 1    | Hull KR                 | 23 | 19 | 1 | 3  | 850 | 385 | +465 | 39  |
| 2    | London Broncos          | 23 | 18 | 0 | 5  | 832 | 410 | +422 | 36  |
| 3    | Halifax                 | 23 | 16 | 0 | 7  | 567 | 357 | +210 | 32  |
| 4    | Featherstone Rovers     | 23 | 15 | 1 | 7  | 687 | 421 | +266 | 31  |
| 5    | Toulouse olympique XIII | 23 | 15 | 0 | 8  | 720 | 466 | +254 | 30  |
| 6    | Batley Bulldogs         | 23 | 11 | 0 | 12 | 549 | 663 | -114 | 22  |
| 7    | Sheffield Eagles        | 23 | 10 | 0 | 13 | 568 | 785 | -217 | 20  |
| 8    | Dewsbury Rams           | 23 | 8  | 0 | 15 | 388 | 736 | -348 | 16  |
| 9    | Rochdale Hornets        | 23 | 7  | 1 | 15 | 457 | 680 | -223 | 15  |
| 10   | Swinton Lions           | 23 | 6  | 0 | 17 | 477 | 648 | -171 | 12  |
| 11   | Oldham Roughyeds        | 23 | 5  | 1 | 17 | 410 | 735 | -325 | 11  |
| 12   | Bradford Bulls          | 23 | 6  | 0 | 17 | 500 | 719 | -219 | 0   |

|  | Qualifié pour le Super 8 Qualifiers.  |
|  | Qualifié pour le Championship Shield. |

Attribution des points : deux points sont attribués pour une victoire, un point pour un match nul, aucun point en cas de défaite.

### Classement du Super 8 Qualifiers
Pour les autres derniers de la première phase, les compteurs sont remis à zéro et ils affrontent les quatre premiers de la Championship (second échelon) à une reprise. Les trois premiers sont qualifiés pour la Super League 2018, le quatrième et le cinquième se rencontre dans un match unique appelé « Million Pound Game » pour le quatrième ticket pour la Super League.
| Rang | Franchise           | J | V | N | D | Pm  | Pe  | Diff | Pts |
| ---- | ------------------- | - | - | - | - | --- | --- | ---- | --- |
| 1    | Warrington Wolves   | 7 | 7 | 0 | 0 | 288 | 138 | +150 | 14  |
| 2    | Widnes Vikings      | 7 | 5 | 0 | 2 | 188 | 96  | +92  | 10  |
| 3    | Hull KR             | 7 | 5 | 0 | 2 | 166 | 158 | +8   | 10  |
| 4    | Leigh Centurions    | 7 | 4 | 0 | 3 | 203 | 104 | +99  | 8   |
| 5    | Dragons catalans    | 6 | 4 | 0 | 2 | 120 | 131 | -11  | 8   |
| 6    | London Broncos      | 7 | 1 | 1 | 5 | 174 | 220 | -46  | 3   |
| 7    | Featherstone Rovers | 6 | 0 | 1 | 5 | 84  | 252 | -168 | 1   |
| 8    | Halifax             | 6 | 0 | 0 | 6 | 62  | 184 | -122 | 0   |

|  | Promu en Super League 2018.        |
|  | Barrage pour la Super League 2018. |
|  | Relégué en Championship 2018.      |

#### Million Pound Game
| Million Pound Game |                  |         |                  |                   |                      |            |       |
| F                  | Leigh Centurions | 10 - 26 | Dragons Catalans | 30 septembre 2017 | Leigh Sports Village | Ben Thaler | 6 888 |

### Championship Shield
| Rang | Franchise               | J  | V  | N | D  | Pm  | Pe  | Diff | Pts |
| ---- | ----------------------- | -- | -- | - | -- | --- | --- | ---- | --- |
| 1    | Toulouse olympique XIII | 30 | 21 | 0 | 9  | 980 | 605 | +375 | 44  |
| 2    | Batley Bulldogs         | 30 | 16 | 1 | 13 | 797 | 801 | -4   | 33  |
| 3    | Sheffield Eagles        | 30 | 13 | 0 | 17 | 762 | 986 | -224 | 26  |
| 4    | Dewsbury Rams           | 30 | 12 | 0 | 18 | 584 | 917 | -333 | 24  |
| 5    | Rochdale Hornets        | 30 | 8  | 1 | 21 | 569 | 956 | -387 | 17  |
| 6    | Swinton Lions           | 30 | 8  | 0 | 22 | 639 | 860 | -221 | 16  |
| 7    | Oldham Roughyeds        | 30 | 6  | 2 | 22 | 540 | 939 | -399 | 14  |
| 8    | Bradford Bulls          | 30 | 11 | 0 | 19 | 698 | 867 | -169 | 10  |

|  | Qualifié pour les demi-finales du Shield. |
|  | Relégué en League One.                    |

### Phase finale
|  | Demi-finales            | Demi-finales    |                         |    | Finale | Finale |
|  | Demi-finales            | Demi-finales    |                         |    | Finale | Finale |
|  |                         |                 |                         |    |        |        |
|  | 23 septembre, Toulouse  |                 |                         |    |        |        |
|  |                         |                 |                         |    |        |        |
|  | Toulouse olympique XIII | 36              |                         |    |        |        |
|  | Toulouse olympique XIII | 36              |                         |    |        |        |
|  | Dewsbury Rams           | 22              |                         |    |        |        |
|  | Dewsbury Rams           | 22              | Toulouse olympique XIII | 44 |        |        |
|  | 24 septembre, Batley    |                 | Toulouse olympique XIII | 44 |        |        |
|  |                         | Batley Bulldogs | 14                      |    |        |        |
|  | Batley Bulldogs         | Batley Bulldogs | 14                      | 26 |        |        |
|  | Batley Bulldogs         |                 |                         | 26 |        |        |
|  | Sheffield Eagles        | 28              |                         |    |        |        |
|  | Sheffield Eagles        | 28              |                         |    |        |        |